# Cephaloscyllium albipinnum
Cephaloscyllium albipinnum es una especie de peces de la familia Scyliorhinidae en el orden de los Carcharhiniformes.

## Morfología
• Los machos pueden llegar alcanzar los 101 cm de longitud total.

## Hábitat
Es un pez de mar y de clima templado que vive entre 126-554 m de profundidad.

## Distribución geográfica
Se encuentra al sur de Australia.